# 오타촌 (와카야마현)
오타촌(太田村)은 와카야마현 히가시무로군에 있던 촌이다. 현재의 나치카쓰우라정 연안을 제외한 남반부에 해당한다.

## 역사
- 1943년 2월 11일 - 가미오타촌, 시모오타촌이 합병해 성립하였다.
- 1960년 1월 11일 - 나치카쓰우라정에 편입해, 동일 오타촌은 폐지되었다.

## 교통

### 철도
일본국유철도 기세이서선(현 기세이본선)이 촌을 통과했지만 역은 존재하지 않았다.

### 도로
- 국도 제42호선

## 참고문헌
- 角川日本地名大辞典 30 和歌山県